# 2361 Gogol
2361 Gogol је астероид главног астероидног појаса чија средња удаљеност од Сунца износи 3,135 астрономских јединица (АЈ).
Апсолутна магнитуда астероида је 11,7.